# Casa Quinta de José Batlle y Ordóñez
O Museu Casa Quinta de José Batlle y Ordóñez é um museu uruguaio localizado na antiga residência de José Batlle y Ordoñez, Presidente da República por dois mandatos e principal principal líder do Partido Colorado. Este museu faz parte do Museu Histórico Nacional do Uruguai e está localizado em Piedras Blancas, Montevidéu.
Abriga e exibe diversos itens relacionados à história e aos pertences de José Batlle y Ordoñez e sua família.

## História
A propriedade que hoje é ocupada pela quinta pertenceu à família Duplessis, até ser adquirida em 1904 pelo então presidente da República José Batlle y Ordoñez pela quantia de 17.000 pesos.
Algum tempo depois, a quinta começaria a ser construída sob a direção do arquiteto Alfredo de los Campos. Concluídas as obras, a família composta por José Batlle, sua esposa Matilde Pacheco e seus filhos se mudaria para a residência. A distância desta residência da cidade de Montevidéu foi o que definiu sua aquisição, devido ao delicado estado de saúde sofrido por sua filha Ana Amalia, que infelizmente faleceu de tuberculose em 1913.
Ao assumir a segunda presidência, a quinta se tornaria o principal centro de poder do país depois do Palácio Estévez e também o principal bastião do Partido Colorado e do batllismo. Foi também um local de reflexão e onde foram tomadas importantes decisões que influenciaram a história nacional.
Luis Batlle Berres, sobrinho de José Batlle y Ordoñez, que foi o 30º Presidente da República e mais tarde presidente do Conselho Nacional de Governo, também viveu na mesma casa.